# Turičnica
Turíčnica je desni pritok Dovžanke iz zahodnega Pohorja. Začne se v gozdu na južni strani sedla med Veliko in Malo kopo ter teče po ozki in globoki grapi proti jugozahodu (značilna pohorska globača). Z obeh strani se vanjo stekajo kratke in strme grape, ki dovajajo v glavno dolino velike količine različnega plavja. Potok jo je izdelal v metamorfnih kamninah (diaftorit, gnajs), v katerih so strma, z gozdom poraščena pobočja. Skupaj z Dovžanko sta na izstopu iz Pohorja nasuli obsežen vršaj, s katerim sta odrinili Mislinjo povsem ob jugozahodni rob Mislinjske doline. Na njem stoji v ugodni prisojni legi vas Dovže.
Potok teče večino časa po gozdu v naravni strugi, ki je precej zapolnjena z debelim gruščem in drugim plavjem. Zgornji del porečja je vključen v varovano območje Natura 2000 (Pohorje). Ta del doline je prava divjina, saj po njej ne vodi nobena cesta. Malo pred izlivom v Dovžanko je na potoku mala hidroelektrarna Zavodnik, v preteklosti je bilo tudi nekaj manjših žag.